# Istoria, adevărul și miturile (Note de lectură)
Istoria, adevărul și miturile (Note de lectură) reprezintă o carte scrisă de academicianul român și profesorul de istorie al Universitatății Babeș-Bolyai, Ioan-Aurel Pop și publicată pentru prima dată în anul 2002 la Editura Enciclopedică. Lucrarea este una polemică și reprezintă o replică, la lucrarea istoricului Lucian Boia intitulată Istorie și mit în conștiința românească, publicată pentru prima dată în anul 1997 și republicată ulterior. Până în anul 2020, Istoria, adevărul și miturile a apărut în trei ediții.
Textul lui Pop este atât un prilej de punere sub acuzare a unui anumit mod de a concepe istoria, propriu lui Lucian Boia, cât și o încercare de îndrumare metodologică, în ce privește interpretarea și scrierea istoriei. Cu toate acestea, există opinia că cele două puncte de vedere, care aparțin de fapt unor școli diferite, sunt complementare, fiind de fapt expresia unui inevitabil pluralism metodologic.

## Tema cărții
Cartea, în sine, este o lucrare polemică ce, la origine, a fost scrisă ca și o replică la lucrarea istoricului Lucian Boia intitulată Istorie și mit în conștiința românească, publicată pentru prima dată în anul 1997 și republicată ulterior. Odată apărut, textul lui Pop a fost un prilej de punere sub acuzare a unui anumit mod de a concepe istoria. Este de menționat însă că lucrarea lui Pop a fost scrisă nu numai pentru a răspunde în mod expres, lucrării anterior menționate apărută sub semnătura lui Boia, ci și pentru a lămuri raportul dintre adevãrul istoric și interpretarea sa, precum și pe cel dintre informația documentară și deformarea acesteia, mai mult sau mai puțin intenționată, în texte istorice.
Într-un peisaj istoriografic românesc de după  momentul 1989, caracterizat până la nivelul anului 2012 conform istoricilor Cristina și Dragoș Petrescu, de mai puțină inovație, studiile lui Lucian Boia asupra miturilor istoriei românești au fost o expresie de influență apuseană a unei tematizări a istoriei, neobișnuite în spectrul istoric românesc și în același timp, un efect al folosirii inovative a unor noi metode de lucru. Aceste studii au determinat apariția unor discuții publice destul de agitate (un adevărat scandal, conform istoricului Alexandru-Florin Platon), cartea lui Ioan-Aurel Pop fiind parte a acestora. Cele două întrebări centrale ale acestor discuții au fost: „Cum trebuie scrisă istoria ?” și „Care sunt realitățile și ce funcție trebuie să dobândească istoria pentru prezent ?” Este de menționat că discuții similare, care au dorit să răspundă acelorași întrebări, a provocat în epocă și manualul de istorie al lui Sorin Mitu.
Conform istoricului Alxandru-Florin Platon, țintele întregii demonstrații enunțate în volumului istoricului clujean sunt în fapt principiale și nu reprezintă numai confirmări ale unor deosebiri de interpretări sau de viziuni asupra trecutului. Aceste ținte sunt reprezentate atât de sprijinirea legitimității istoriei, în calitatea acesteia de demers analitic retrospectiv ce este în stare să realizeze interpretări adevărate, cât și justificarea rolului istoricului de factor coagulant, cu caracter pozitiv prin disciplina pe care o practică, în cadrul comunității în care trăiește.

## Structură
Ediția a doua începe cu un Cuvânt înainte, scris de către autor, care expune motivațiile acestuia care au condus la apariția unei a doua ediții, precum și concluzii referitoare la textul lui Boia. Și cea de-a treia ediție beneficiază de un alt Cuvânt înainte, care completează expunerea motivațiilor relevate la precedenta ediție.
După consistentele Cuvinte înainte, urmează o a doua parte, sub formă de Explicație preliminară, în care Ioan-Aurel Pop expune opinia sa referitoare la modul în care a fost receptată cartea preopinentului său.
Cea mai voluminoasă parte este cea de-a treia, de analiză propriu zisă a conținutului cărții lui Lucian Boia. Alături de analiza relației dintre istorie, ideologie și mitologie, textul abordează aici problematicile naționalismului și modernizării, miturile naționale românești, glorificarea trecutului, obiectivitatea istorică, discursul comunist și cele două faze ale lui (antinațională și naționalistă), originea poporului român precum și aria lui de formare, raporturile cu popoarele vecine și nașterea națiunii române, problema continuității și unitatea poporului român, problema ,,depersonalizării istoriei” sau cea a constituiri panteonului național, scrierea istoriei după 1989, precum și altele.
În penultimul segment, Reflecții finale, autorul analizează principiile, concepția despre cunoașterea trecutului și metodele de lucru ale colegului său bucureștean, profesorul Lucian Boia.
Cartea se încheie cu un indice geografic de nume.

## Maniera de abordare
Problemele privitoare la istoria națională a României sunt abordate în carte din punctul de vedere al unui specialist care s-a aplecat asupra documentelor, iar istoricul Ioan-Aurel Pop a preluat integral structura textului lui Boia, urmărind firul demonstraților acestuia, pentru a proceda în mod sistematic la „întoarcerea” concluziilor din Istorie și mit.... Astfel, viitorul academician a vrut să susțină că, în ce privește concluziile preopinentului său, acestea sunt fie incomplete, fie eronate.

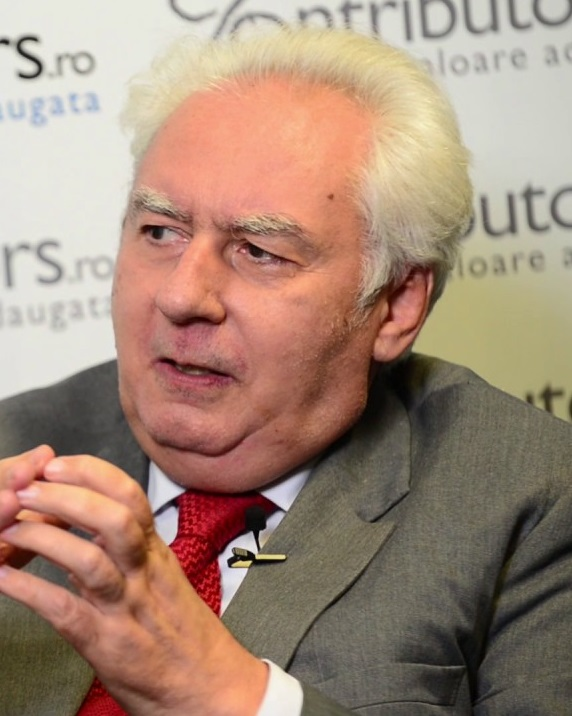
Profesorul Boia, în anul 2016

Există trei idei principale în jurul căreia a fost construită demonstrația cărții lui Boia și anume:
- Atât trecutul cât și discursul despre acesta nu sunt separabile, iar reconstituirea istorică este eminamente subiectivă. Aceasta se întâmplă deoarece faptele, descoperite ca fiind petrecute, sunt aranjate într-o „povestire” în care prejudecățile și interesele personale actuale, precum și contextul epocii în care trăim, influențează respectiva „poveste”.[6]
- „Adevărurile” istoriei sunt astfel proxime convingerilor istoricului, iar obiectivitatea demersului restitutiv nu este decât o iluzie.[6]
- Cercetarea istoriografică participă în mod semnificativ la mitificarea istoriei prin fabricarea unor mari mituri colective, mitificare la care își aduce aportul, alături de profesioniști, întreaga societate prin mijloace variate și pe diferite canale. Aceasta este inevitabilă și se întâmplă ca efect al faptului că trecutul este rearanjat în mod continuu, pe măsură ce fapte noi progresează în prim-plan. Trecutul ajunge astfel să fie investit cu un sens și cu o finalitate care nu pot fi proprii faptelor respective. Tendințele fundamentale sau momentele-cheie identificate nu sunt de aceea o realitate „obiectivă”, ci efect nedorit, sau uneori chiar căutat al modului în care este recompus și povestit trecutul. Conform lui Boia, aceasta ar fi evidentă în scrisul istoric românesc începând de la Școala Ardeleană și, cu precădere, în perioada epocii comuniste.[6]

În contrapartidă, profesorul Pop în textul său a criticat principiile, concepția despre cunoașterea trecutului și metoda de lucru ale profesorului Boia:
- Find știut ca un adversar declarat la relativismului, respinge în mod hotărât ideea că reconstituirea istorică este în mod fundamental subiectivă.[6]
- Crede în faptul că demersul de a restitui trecutul este obiectiv și are capacitatea de a ajunge la adevăr.[6]
- Critică sever ideea că istoriografia contribuie în mod substanțial la fabricarea marilor mituri colective. Cu referire la perioada regimului comunist, Pop afirmă că deși opinia publică a fost intoxicată cu viziunea naționalistă a „istoricilor de partid”, a existat o „adevărată istorie” scrisă de profesioniști care nu au făcut compromisuri și care a contat.[6]

Profesorului Pop i se pare de asemenea extrem de nedreaptă, modalitatea aleasă de Lucian Boia de a se referi la fruntașii istoriografiei românești, care au scris „istorie națională” și au apărat astfel drepturile românilor (Ioan Lupaș, Gheorghe I. Brătianu, Nicolae Iorga, Petre P. Panaitescu, precum și alții). Convingerea lui Pop care transpare din cele scrise este că Boia țintește însuși ideea de națiune, pe care acesta o consideră demodată, iar profesorul clujean judecă în mod aspru și categoric această optică a profesorului bucureștean. Statutul, prestigiul și rolul istoricului, precum și caracterul istoriei, la acel moment aflată sub asediu, i se par lui Ioan-Aurel Pop în pericol grav, dacă nu neapărat numai din pricina cărții respective, subiect de polemică, măcar cu contribuția ei. Ca atare, Pop simte nevoia să apere atât disciplina sa cât și pe istoric, în sine.
Conform lui Alexandru-Florin Platon, capitolul ultim, „Reflecții finale”, „strânge laolaltă [...] cîteva din cele mai frumoase pagini despre menirea istoriei și a celor care o practică” scrise de cineva în epoca respectivă. Transpare din acest capitol faptul că viitorul academician „crede într-o istorie angajată de partea valorilor naționale și, nu mai puțin, într-un rost civic al specialiștilor ei.”

## Critica lucrării
Volumul a fost gândit în mod riguros antitetic, textul fiind de aceea mai greu de citit, datorită necesității de a fi coroborat permanent cu cel al lucrării la care face referință. De la bun început astfel, riscul unei audiențe scăzute a fost mare. Înafară de caracterul său de recenzie (supradimensionată), lucrării i s-a atribuit și un caracter metodologic, în ceea ce privește interpretarea și scrierea istoriei, conform istoricului Nicolae Enciu.
Conform istoricului Alexandru-Florin Platon, strategia folosită de Pop a necesitat mobilizarea unui volum impresionant de informații  bibliografice și de lecturi colaterale, împotriva fiecărei afirmații a lui Boia, cu intenția de a dovedi că textul acestuia reprezintă de fapt o carte fragilă, fără complexitate și lipsită de erudiție. Potrivit aceluiași Platon, stilul folosit de istoricul clujean este politicos și elegant. Acesta a fost preocupat, de asemenea, să-și pună adversarul cât mai des în dificultate și de aceea, a apelat la citări și dintr-o lucrare mai veche a acestuia din anul 1976, despre evoluția istoriografiei românești. Astfel a avut prilejul să constate că judecățile de valoare ale lui Boia de două decenii mai târziu, erau opuse celor anterioare. Cu toate acestea, acolo unde din punctul de vedere al lui Pop, Boia este veridic, profesorul Pop a reușit să-i recunoscă acestuia dreptatea.
Potrivit istoricului Valentin Burlacu, analiza de către Pop a diverselor probleme ale istoriei și culturii românilor, este făcută din perspectiva unor idei și concepții originale. În opinia istoricului Ion Maxim Danciu, punctul de vedere susținut de Pop în textul său nu este atât opus, cât este complementar celui susținut de Boia și școala acestuia. În plus, tot Danciu a afirmat că cele două cărți sunt o expresie a unui inevitabil pluralism metodologic, de natură a nuanța comentariul istoricului. Cu toate acestea, metoda proprie enunțată în cartea sa de către Ioan-Aurel Pop, istoric ce este în mod declarat nedumerit de existența unei istorii a imaginarului și a mitului, este parțial pusă la îndoială, prin recursul la cazul studierii  națiunii și naționalismului, de către istoricul Ovidiu Pecican. Acesta susține astfel că academicianul Pop a aderat în mod empatic la cele două concepte fără a le situa în orizontul problematicii imaginarului, deși acest imaginar a jucat un rol important în procesul apariției și acreditării lor, similar altor realități de același ordin (precum ar fi banii).
Refuzând astfel, conform textului din cartea sa, recunoașterea pe care imaginarul îl are în istorie, profesorul Pop se declară nemulțumit de modul în care naționalismul este tratat în cartea lui Boia și-și înscrie, el însuși, demersul într-un program istoriografic de susținere a naționalismului. Aceasta Pop o face încercând să-l legitimeze prin recursul la un trecut cât mai îndepărtat, în calitate autoasumată de istoric al „națiunii medievale”. Astfel el reia, în „Istoria, adevărul și miturile”, această temă pe care a trat-o anterior în anul 1998 în „Geneza medievală a națiunilor moderne” și în „Națiunea românã medievală”, într-o notă înalt polemică, deși conform lui Pecican, nu a reușit să demonstreze în mod convingător (N.N. până la momentul anului 2002), existența unei națiuni române medievale (în speță anterior de cronicile elitei cărturărești autohtone din secolul al XVII-lea), precum și să elucideze aspectele de factură teoretică ale acestui subiect.
Istoricul Alexandru-Florin Platon a afirmat în anul 2003 că, prins de vîrtejul criticii, profesorul Pop de mai multe ori a dovedit în text că nu a citit corect cele scrise de profesorul Boia, deoarece a atribuit acestuia sugestii și insinuări ce nu există de fapt în textul supus criticii. Platon, de asemenea, s-a distanțat suplimentar de Pop, considerând că de fapt Boia în cartea sa nu compromite temeiurile simbolice ale solidarității românești și nici urmărește să „demonizeze” conceptul de națiune. Mai mult, profesorul Platon nu crede că istoria sau istoricii au de ce să sufere ca urmare a celor scrise de Boia, deoarece profesorul bucureștean nu pune în pericol prin cele scrise, astfel cum enunță Pop, rolul social al istoricilor „autentici”.
În contextul dezbaterii publice în contradictoriu care-i animă pe cei doi opinenți, profesorul Lucian Boia a afirmat în anul 2015 că Ioan-Aurel Pop „a dovedit, cum au dovedit și alții, rea-credință în analiza cărților sale”.

## Ediții
Lucrarea a fost publicată până în prezent (2020) în trei ediții. Dacă prima ediție, din anul 2002, publicată la Editura Enciclopedică, a avut titlul „Istoria , adevărul și miturile (Note de lectură)”, următoarele ediții au apărut doar cu titlul „Istoria , adevărul și miturile” în anul 2014, respectiv 2018, ultima ediție fiind revăzută și adăugită și câștigând la Târgul de Carte Gaudeamus din acel an trofeul „Cea mai râvnită carte”. Declarativ, conform autorului, stimulentul pentru scrierea unei a doua ediții ar fi fost reprezentat de persistența opiniei lui Lucian Boia, exprimate în publicații ulterioare, potrivit căreia (conform celor spuse de Pop) românii ardeleni nu ar fi dorit unirea.
Ediția a III-a a apărut în cadrul unui proiect editorial dedicat Marii Uniri, în opinia lui Pop, cartea aducând „argumentele necesare înțelegerii actului Marii Uniri ca o încununare firească a dezvoltării poporului român până la stadiul făuririi statului său național”. Această a treia ediție a făcut o tranziție către dezbaterea problematicii miturilor istoriografiei românești, astfel cum Boia a expus-o, cu începere de la „Istorie și mit în conștiință românească”, inclusiv în mai multe lucrări ulterioare.
Polemica dintre Boia și Pop a continuat și s-a extins în următorii ani, având ca pivot existența cele două cărți și ca argumente suplimentare atât apariția altor cărți ale lui Boia, cât și a noii ediții revizuită și adăugită a cărții lui Pop, din 2018.

## Recunoașteri
Până la cartea lui Boia, nici o examinare critică a istoriografiei românești nu a ajuns atît de departe cu deconstrucția, într-un mod în care să pună la îndoială concluzii și interpretări care păreau, prin consens, mai presus de orice, imuabile. Până la lucrarea lui Pop însă, critica lucrării respective a lui Boia de către istorici a fost mai mult orală, fiind prea puțin consemnată. Pop a fost primul care, conform lui Alexandru-Florin Platon, a făcut-o cu minuțiozitate, acribie și profesionalism, relansând dezbaterea în modalitatea care i s-ar fi cuvenit de la bun început.
Cartea lui Pop a fost introdusă în anul 2012 în programa analitică a cursului de Istorie veche a României la Universitatea „Alexandru Ioan Cuza” din Iași și a cursului de Istoria Istoriografiei în anul 2020 la Universitatea din București.